# 호러코어

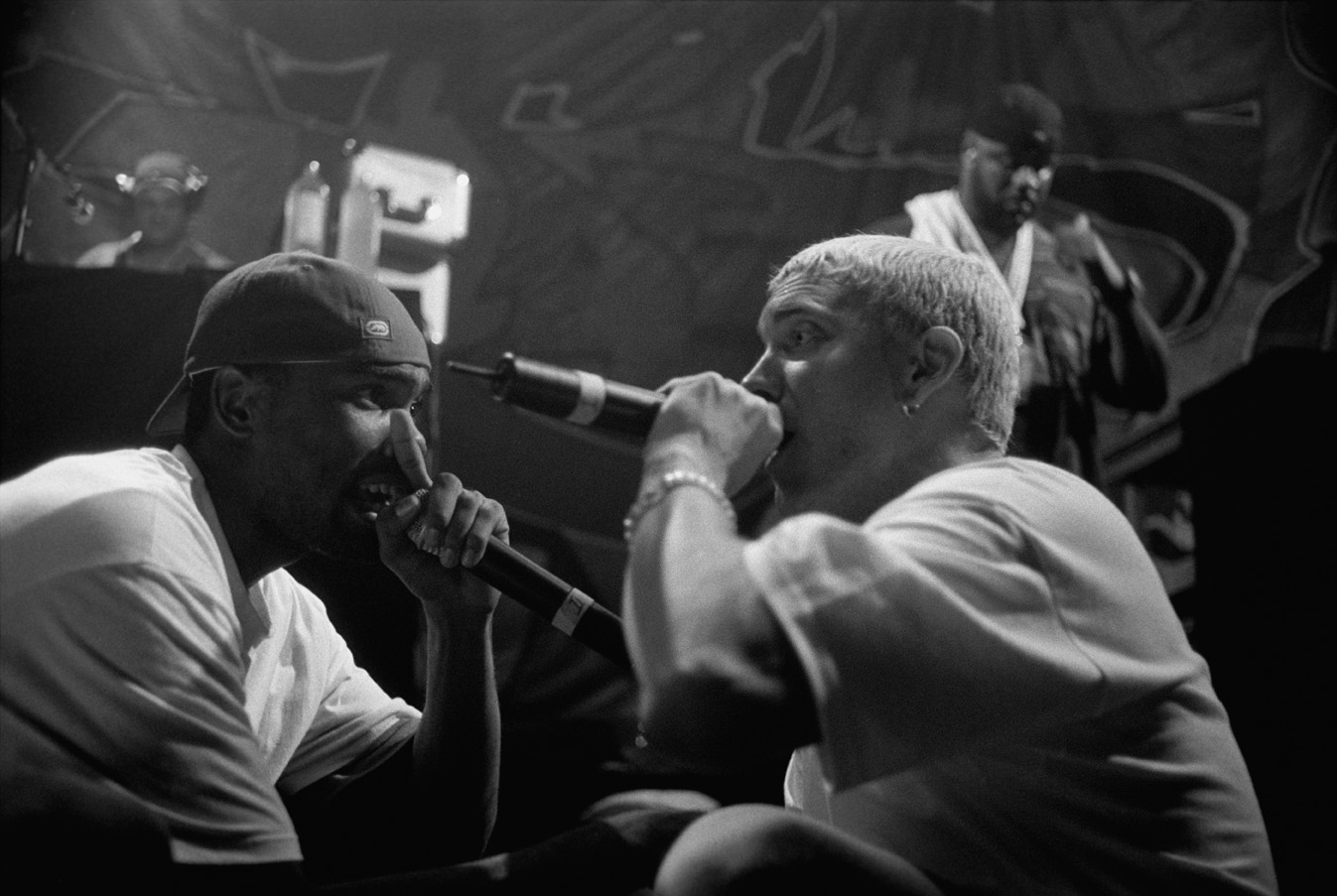

호러코어(영어: Horrorcore)는 미국 발상의 힙합 장르 중 하나이다. 호라코어라는 말 자체는 1990년대에 플랫라이너즈 또는 그레이브디거즈 등에 의해 대폭적으로 쓰이기 시작했다.
주로 잔인하고 사실적인 가사로 되어 있다.